# Кауа (муниципалитет)
Кауа (исп. Kaua) — муниципалитет в Мексике, штат Юкатан, с административным центром в одноимённом городе. Численность населения, по данным переписи 2010 года, составила 2761 человек.

## Общие сведения
Название Kaua с майянского языка можно перевести как вопрос: это горько?, или как утверждение: прогорклая, испорченная пища.
Площадь муниципалитета равна 137 км², что составляет 0,34 % от общей площади штата, а наивысшая точка — 30 метрам над уровнем моря, расположена в поселении Яшле.
Он граничит с другими муниципалитетами Юкатана: на севере с Уаймой, на востоке с Кункунулем, на юге и западе с Чанкомом, и на северо-западе с Тинумом.

## Учреждение и состав
Муниципалитет был образован в 1928 году, в его состав входит 10 населённых пунктов, самые крупные из которых:
| Код INEGI                  | Населённый пункт                                                                  | Численность населения (2005 год) | Численность населения (2010 год) |
| -------------------------- | --------------------------------------------------------------------------------- | -------------------------------- | -------------------------------- |
| 043                        | Всего                                                                             | 2556                             | 2761                             |
| 0001                       | Кауа (исп. Kaua) 20°37′09″ с. ш. 88°24′56″ з. д. (административный центр)         | 2157                             | 2340                             |
| 0006 0013                  | Цеаль (исп. Dzeal) 20°33′55″ с. ш. 88°25′54″ з. д. Сан-Висенте (исп. San Vicente) | 256 56                           | 359 объединено                   |
| 0003                       | Цибьяк (исп. Dzibiac) 20°34′28″ с. ш. 88°26′31″ з. д.                             | 35                               | 25                               |
| 0023                       | Сан-Эстебан (исп. San Esteban) 20°39′40″ с. ш. 88°24′39″ з. д.                    | 16                               | 15                               |
| 0012                       | Яшле (исп. Yaxlé) 20°35′55″ с. ш. 88°26′34″ з. д.                                 | 16                               | 12                               |
| —                          | Прочие                                                                            | 20                               | 10                               |
| Названия на карте Генштаба |                                                                                   |                                  |                                  |

## Экономика
По статистическим данным 2000 года, работоспособное население занято по секторам экономики в следующих пропорциях:
- сельское хозяйство и скотоводство — 52,5 %;
- торговля, сферы услуг и туризма — 25,3 %;
- производство и строительство — 21,8 %;
- безработные — 0,4 %.

## Инфраструктура
В 1998 году был построен Международный аэропорт Кауа, для обслуживания близлежащих: археологического памятника цивилизации майя — города Чичен-Ица и третьего по величине города Юкатана — Вальядолида.
По статистическим данным 2010 года, инфраструктура развита следующим образом:
- протяжённость дорог: 30,5 км;
- электрификация: 90,8 %;
- водоснабжение: 98,8 %;
- водоотведение: 41,3 %.

## Достопримечательности
В муниципалитете можно побывать в местных сенотах, а также на месте древних захоронений, обнаруженных в 1980 году.

## Фотографии

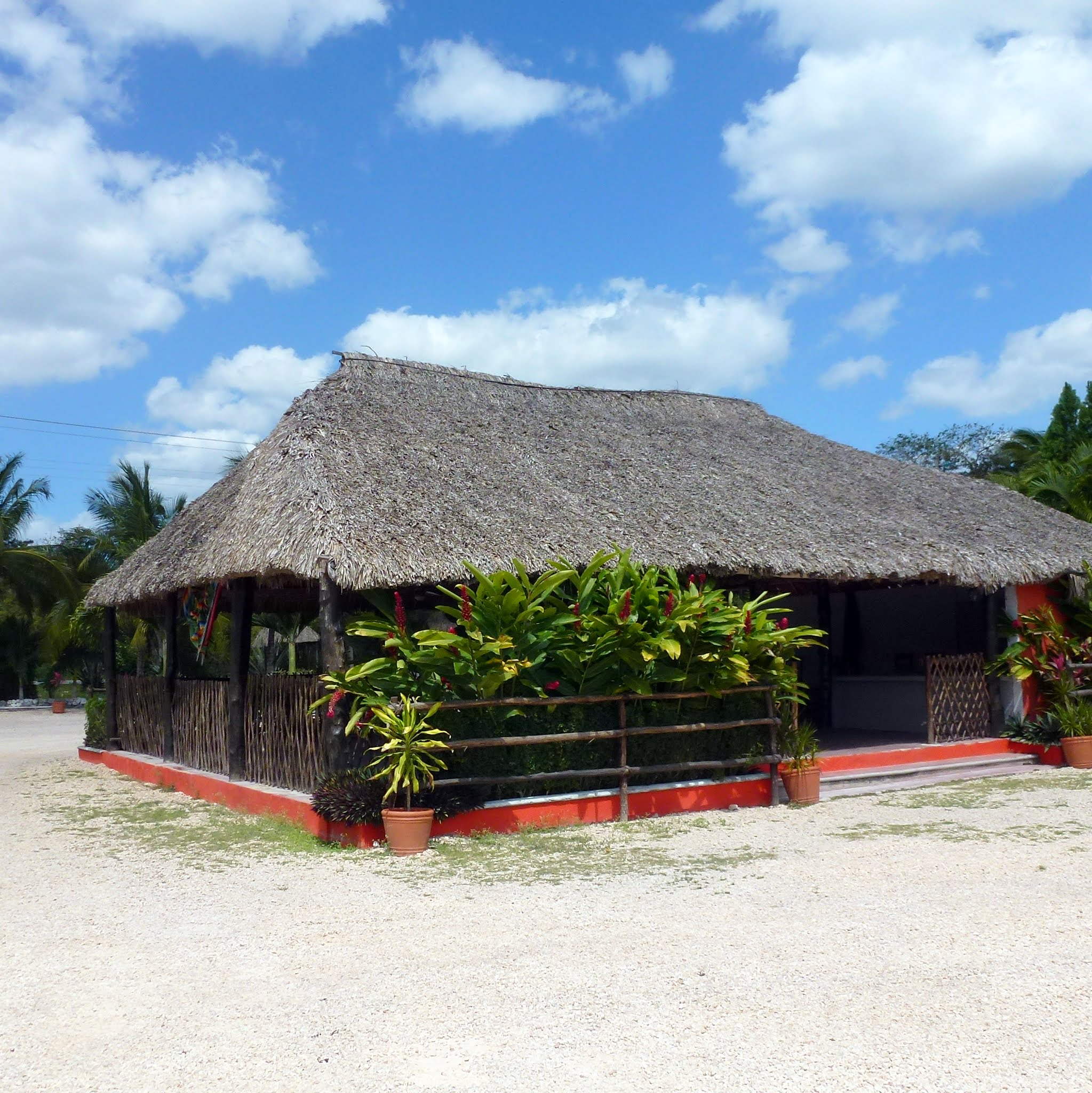
Типичный дом в Кауа
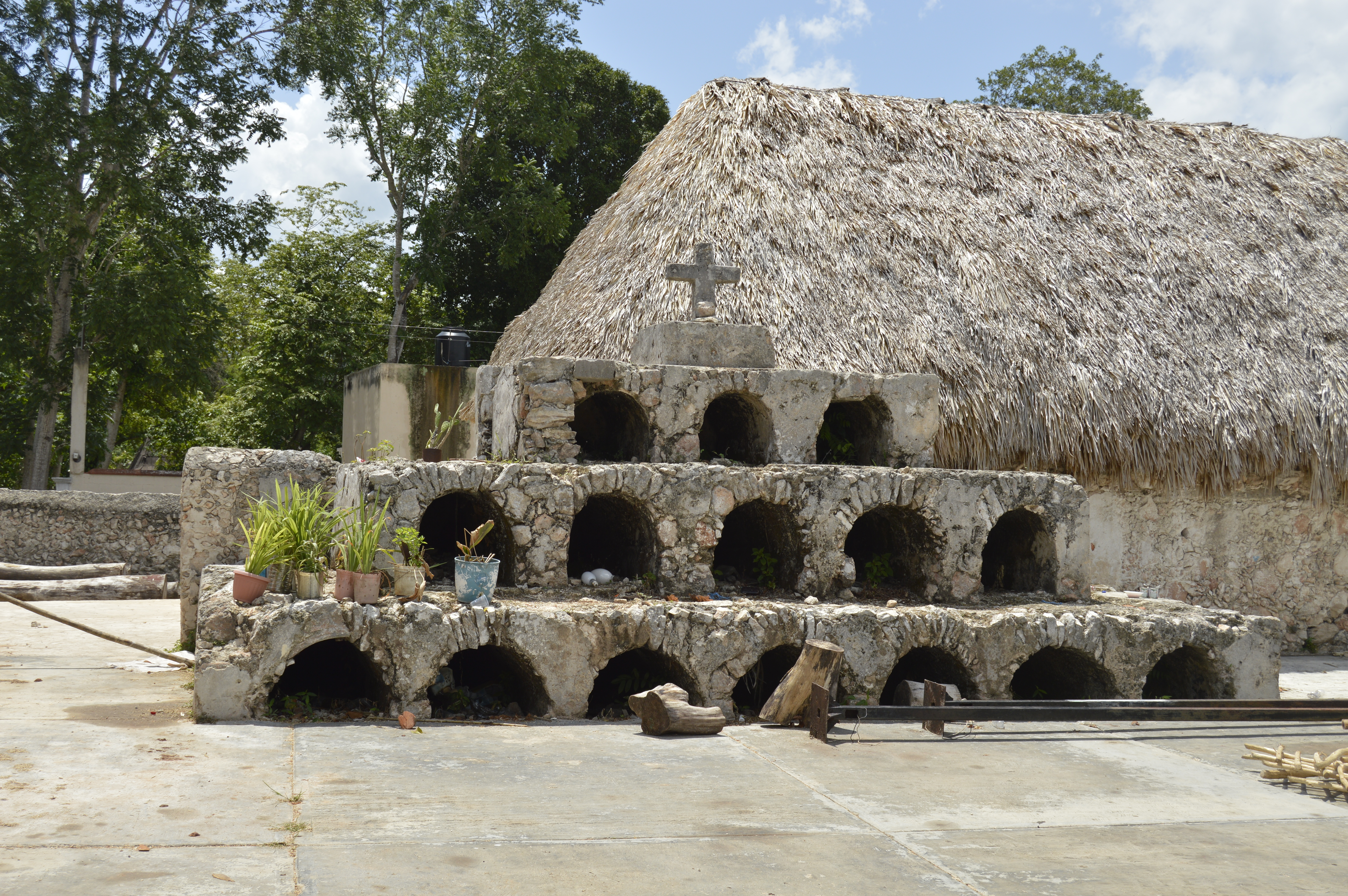
Древнее кладбище в Кауа
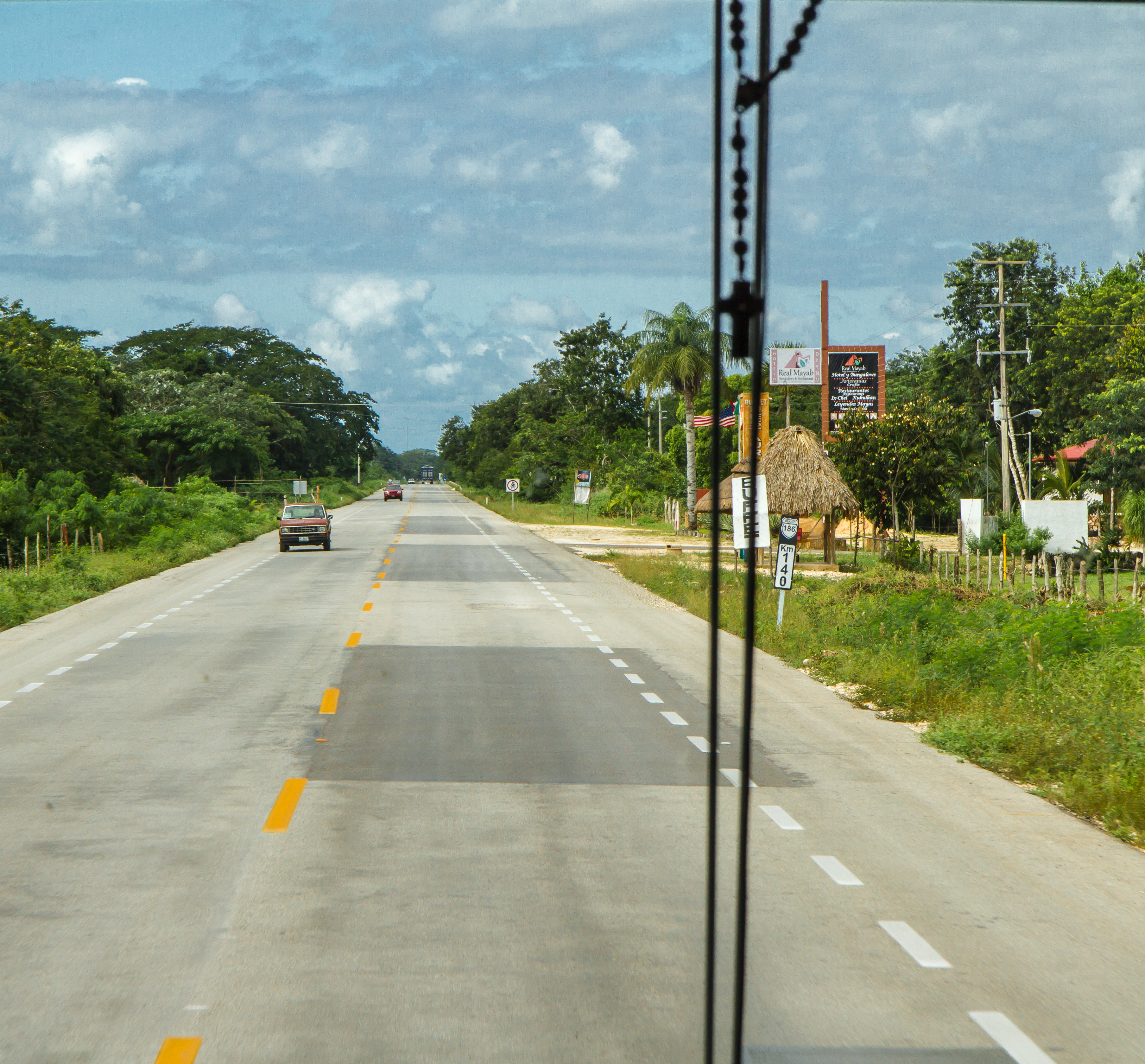
В дороге Кауа—Кункунуль